# David Denman
David Denman (Newport Beach, 25 juli 1973) is een Amerikaans acteur. Hij won in 2007 een Screen Actors Guild Award samen met de gehele cast van The Office US, waarin hij van 2005 tot en met 2008 Roy Anderson speelde. Hij maakte in 2000 zijn filmdebuut als Brian Murphy in de sportkomedie The Replacements.
Denman was in 1997 voor het eerst op televisie te zien toen hij eenmalig mocht opdraven in zowel ER als Chicago Hope. In de jaren daarop schreef hij rollen in nog enkele televisieseries- en televisiefilms op zijn naam, voordat zijn carrière op het grote scherm een aanvang nam met The Replacements. In 2001 werd Denman vervolgens door de makers van de Buffy the Vampire Slayer spin-off Angel gecast als demon Skip. In die hoedanigheid speelde de meer dan 1.90 meter lange Denman voor het eerst een wederkerend personage in een serie, in een uitdossing die hem verder compleet onherkenbaar maakte.
Denman trouwde in 2014 met actrice Mercedes Mason, zijn tweede vrouw. Hij was van 2001 tot en met 2010 getrouwd met actrice Nikki Boyer.

## Filmografie
- The Equalizer 3 (2023)
- Greenland (2020) - Ralph Vento
- Brightburn (2019) - Kyle Breyer
- Puzzle (2018) - Louie
- Logan Lucky (2017) - Moody Chapman
- Power Rangers (2017) - Sam Scott
- Is That a Gun in Your Pocket? (2016) - Byron
- 13 Hours: The Secret Soldiers of Benghazi (2016) - Dave 'Boon' Benton
- The Gift (2015) - Greg
- Men, Women & Children (2014) - Jim Vance
- Beneath the Harvest Sky (2013) - George
- After Earth (2013) - Private McQuarrie
- Jobs (2013) - Al Alcorn
- Let Go (2011) - Walter
- Fair Game (2010) - Dave
- Fanboys (2008) - Chaz
- Shutter (2008) - Bruno
- Smart People (2008) - William
- Cake: A Wedding Story (2007) - Juha
- The Nines (2007) - Agitated Man/Parole Officer
- When a Stranger Calls (2006) - Officer Burroughs
- The Perfect Husband: The Laci Peterson Story (2004) - Tommy Vignatti
- Big Fish (2003) - Don Price - Leeftijd 18-22
- The Singing Detective (2003) - Soldier with Betty Dark
- Out Cold (2001) - Lance
- The Replacements (2000) - Brian Murphy
- A Vow to Cherish (1999) - Kyle Brighton
- The '60s (1999) - SDS Radical

## Televisieseries
*Exclusief eenmalige gastrollen
- Outcast - Mark Holter (2016-2017, elf afleveringen)
- Angel from Hell - Evan (2016, drie afleveringen)
- Parenthood - Ed Brooks (2013-2014, elf afleveringen)
- Traffic Light[1] - Mike (2011, dertien afleveringen)
- Drop Dead Diva - Tony Nicastro (2009-2010, acht afleveringen)
- The Office US - Roy Anderson (2005-2012, 31 afleveringen)
- Second Time Around - Kent (2004, twee afleveringen)
- Angel - Skip (2001-2003, vier afleveringen)

- Gemeinsame Normdatei: 1183293976
- International Standard Name Identifier: 0000 0004 8004 0255
- Library of Congress Control Number: no2016081008
- Nationale Bibliotheek van Tsjechië: xx0271687
- Nederlandse Thesaurus van Auteursnamen: 423492993
- Virtual International Authority File: 14146937706813831196
- WorldCat: E39PBJhCM7m4vckB4TfHvkcByd